# Вант (супутник)
Вант (англ. Vanth) — єдиний відомий супутник транснептунового об'єкта 90482 Орк. Його виявили Майкл Браун і Т. А. Суер, вивчаючи зображення, отримані за допомогою космічного телескопа «Габбл» 13 листопада 2005 року. Про відкриття було оголошено 22 лютого 2007 циркуляром МАС.

## Орбіта
Орбіта супутника Орка є практично коловою (тобто її ексцентриситет майже дорівнює нулю). Період обертання Ванта — близько 10 діб. Браун підозрює, що як Плутон із Хароном, так і Орк із Вантом попарно припливно заблоковані, тобто завжди обернені один до одного одним боком.

## Властивості
Вант виявили на відстані 0,25 кутових секунд від Орка з різницею в зоряних величинах у 2.7±1.0. Оцінки, зроблені у 2009 році, дали Майклу Брауну змогу припустити, що видима зоряна величина Ванта — приблизно 21.97±005, що на 2.54±0.01 слабше Орка. Це дозволяє припустити, що діаметр Ванта — близько 280 км, що приблизно в 3,2 рази менше Орка. На відміну від Орка, Вант червонуватий. Вважають, що його альбедо може бути вдвічі меншим, ніж в Орка, при такому значенні Вант може мати діаметр 380 км, а Орк — близько 860 км. Оцінка маси Ванта також залежить від його альбедо й може складати від 3 до 7,5 % від загальної маси системи. Супутник не схожий на інші, утворені після зіткнень супутники, оскільки його спектр відрізняється від Орка, і він швидше за все був захоплений із поясу Койпера .

## Назва
Після відкриття Вант отримав тимчасове позначення S/2005 (90482) 1. 23 березня 2009 року Браун попросив читачів запропонувати назву для супутника. Вант — ім'я етруської богині, яка виступала посередником між світами живих і мертвих аналогічно грецькому Харону. Назва Вант була єдиною із багатьох запропонованих варіантів, яка мала етруське походження. Це був найпопулярніший варіант, уперше запропонований Сонею Тааффе. Ця пропозиція була схвалена комітетом МАС з номенклатури малих тіл 30 березня 2010 року.